# Koníček (přírodní rezervace)
Koníček je přírodní rezervace ve správních územích obcí Jince a Ohrazenice v okrese Příbram ve Středočeském kraji. Tvoří ji komplex lesních společenstev a skalních útvarů s výskytem fosilií v chráněné krajinné oblasti Brdy. Území se nachází ve veřejně nepřístupném Posádkovém cvičišti Jince.

## Historie
Lesy na úbočí Koníčku se po staletí vyvíjely podobně jako ostatní lesy v Brdech. Původní listnaté lesy s příměsí jedle a borovice byly vytěženy pro výrobu dřevěného uhlí a s rozvojem průmyslu v osmnáctém a devatenáctém století se těžba dřeva rozšiřovala i do obtížně přístupných částí hor.
Vrch je součástí Posádkového cvičiště Jince, takže území slouží k výcviku vojenských jednotek, a je veřejnosti nepřístupné. Přesto vrcholovou skálu navštěvují horolezci a trampové.
Chráněné území vyhlásila Agentura ochrany přírody a krajiny ČR v kategorii přírodní rezervace s účinností od 15. listopadu 2021. Předmětem ochrany jsou suťové lesy, květnaté a acidofilní bučiny, paleontologické naleziště a skalní útvary.

## Přírodní poměry
Přírodní rezervace s rozlohou 32,65 hektarů leží v nadmořské výšce 502–667 metrů v katastrálních územích Jince v Brdech a Ohrazenice v Brdech. Nachází se na území chráněné krajinné oblasti Brdy.

### Abiotické poměry
Geologické podloží tvoří kambrijské jinecké souvrství složené z břidlic, prachovců, jemnozrnných pískovců a drob, jehož horniny vystupují na povrch na jižním svahu Jineckých Hřebenů. Skalní útvar na vrcholovém hřebeni patří ohrazenickému souvrství tvořeném slepenci a hrubozrnnými pískovci. Koníček s nadmořskou výškou 666,6 metru je nejvýchodnějším bodem asi 800 metrů dlouhé části strukturně denudačního hřebene. V nejvyšší části vystupuje skalní věž typu tor připomínající svým tvarem hlavu koně. Převážná část chráněného území leží na východním úbočí Koníčku.
V geomorfologickém členění Česka přírodní rezervace leží v Brdské vrchovině, konkrétně v podcelku Brdy a okrsku Třemošenská vrchovina. Odvodňuje ji Ohrazenický potok, který je levostranným přítokem Litavky, a patří tedy k povodí Berounky.
V rámci Quittovy klasifikace podnebí se přírodní památka nachází v mírně teplé oblasti MT5, pro kterou jsou typické teploty −4 až −5 °C v lednu a 16 až 17 °C v červenci. Celkový roční úhrn srážek dosahuje 600–750 milimetrů. Letních dnů bývá třicet až čtyřicet, zatímco mrazových dnů 130–140. Sníh zde leží šedesát až sto dnů v roce.

### Paleontologie
Ve výchozech jineckého souvrství se v šedozelených břidlicích a prachovcích hojně vyskytují fosilie trilobitů druhu Ellipsocephalus hoffi. Kromě nich byly nalezeny fosilizované stopy vzájemných interakcí živočichů a někteří z nejstarších zástupců skupiny graptoloidů. V sedimentech jsou patrné nepravidelné sítě tunelů, které dokládají činnost prvohorní fauny žijící pod povrchem dna.

### Flóra
Většinu chráněného území porůstají květnaté a acidofilní bučiny, v jejichž podrostu převažuje metlička křivolaká (Avenella flexuosa), třtina křovištní (Calamagrostis epigejos) a brusnice borůvka (Vaccinium myrtillus). Místy se vyskytují náročnější druhy, jako je ostřice lesní (Carex sylvatica), žindava evropská (Sanicula europaea), kokořík přeslenitý (Polygonatum verticillatum), kopytník evropský (Asarum europaeum) a vzácněji také lilie zlatohlavá (Lilium martagon). Na vlhčím úpatí svahu se nachází prameniště s ostřicemi a řeřišnicí hořkou (Cardamine amara). Ze zranitelných hub se v bučině vzácně objevuje běločehratka hořká (Leucopaxillus gentianeus).
Okolí vrcholu a prudké svahy jihovýchodně od něj pokrývá suťový les s převažujícím bukem, který doplňují javor klen (Acer pseudoplatanus), javor mléč (Acer platanoides), lípa malolistá (Tilia cordata), lípa velkolistá (Tilia platyphyllos) a vtroušeně jedle bělokorá (Abies alba). Jedle zde přirozeně zmlazuje, ale jejímu odrůstání brání okus zvěří. V keřovém patře zde řídce roste bez černý (Sambucus nigra), bez červený (Sambucus racemosa) a meruzalka (Ribes). Z bylin se hojně vyskytují kakost smrdutý (Geranium robertianum), svízel vonný (Galium odoratum), bažanka vytrvalá (Mercurialis perennis), pitulník žlutý (Galeobdolon luteum) nebo vzácněji kyčelnice cibulkonosná (Dentaria bulbifera) a vraní oko čtyřlisté (Paris quadrifolia).

### Fauna
Přírodní rezervace není zoologicky významná. Větší význam má pouze z hlediska výskytu ptáků, z nichž zde žijí datel černý (Dryocopus martius), žluna šedá (Picus canus), holub doupňák (Columba oenas), krkavec velký (Corvus corax), jestřáb lesní (Accipiter gentilis), kulíšek nejmenší (Glaucidium passerinum) a puštík obecný (Strix aluco). Ojediněle byl zaznamenán také strakapoud prostřední (Dendrocopos medius), lejsek malý (Ficedula parva), skřivan lesní (Lullula arborea) a v okolí skalek čáp černý (Ciconia nigra).
Území neumožňuje rozmnožování obojživelníků, ale představuje pro ně vhodnou zimovací lokalitu a potravní zdroj. Žije zde ropucha obecná (Bufo bufo) a čolek horský (Ichthyosaura alpestris). Z plazů se vyskytuje ještěrka živorodá (Zootoca vivipara), ještěrka obecná (Lacerta agilis) a slepýš křehký (Anguis fragilis). Ze vzácnějších savců lokalitu navštěvují veverka obecná (Sciurus vulgaris), kuna lesní (Martes martes) a jezevec lesní (Meles meles). Běžné drobné savce zastupuje myšice lesní (Apodemus flavicollis) a myšice křovinná (Apodemus sylvaticus).
Podle odchytů u nedalekého Mlýnského rybníka (na jihovýchodním úpatí Koníčku) v rezervaci pravděpodobně žijí různé druhy netopýrů jako je netopýr velký (Myotis myotis), netopýr vodní (Myotis daubentonii), netopýr vousatý (Myotis mystacinus) ad.